# ストラットニア (小惑星)
ストラットニア (1560 Strattonia) は小惑星帯に位置するC型小惑星。ベルギーの天文学者ウジェーヌ・デルポルトがベルギー王立天文台で発見した。
イギリスの天文学者、フレドリック・ストラットンに因んで命名された。